# 片山北海

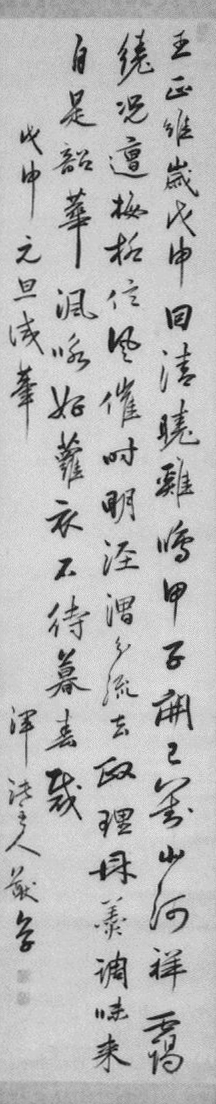
七言律詩 片山北海筆

片山 北海（かたやま ほっかい、享保8年1月10日（1723年2月14日） - 寛政2年9月12日（1790年10月19日））は、江戸時代中期の日本の儒者、漢詩人である。京都の江村北海、江戸の入江北海とともに三都の三北海と称された。
名を猷、字は孝秩、通称を忠蔵、号は北海の他に堂号でもある孤松館がある。大坂で混沌詩社などを興して、頼春水、尾藤二洲、古賀精里、木村蒹葭堂など多くの優れた門弟を輩出した。

## 生涯
北海は、越後国弥彦村（現 新潟県西蒲原郡弥彦村）の農家に生まれる。父は黙翁といい、母は三浦氏の出自。この村が日本海に面していたことから長じた後に北海と号することになる。10歳になるまでに四書などの教えを受けるが、非凡な才能を示したため、周囲の大人はこの子に学問を仕込もうとした。しかし辺縁の地にて師が見つからず、長岡、新発田、高田などに遊学させるも相応しい師を見つけられずにいた。
18歳になると京都に出て、師を探し求めたが敬服に値する人物になかなか出会うことができずにいた。北海が初心より志が高かったことが伺われる。
元文5年、ようやく意中の師である折衷学派の 宇野明霞に出会い入門する。北海は師を敬い、その学説を慕った。また師 明霞も北海の器を見抜き、信任が篤かった。この師弟関係は6年続いたが、明霞が死去するに及んで起居する家を失うことになる。加えて息子の出世を期待して身を寄せていた父親と貧困生活を強いられてしまう。しかし、親孝行をしながら苦学して学問を続けた。
明霞の門弟に大坂の富商の者がいて、北海と知己であったことで、大坂に招かれて開塾することとなった。北海は言葉少なく、優しい人柄で知られ、身分によって人を差別することがなかった。また政治的な野心を持つことなく、しかも儒者として時宜にかなった実践的な学を説いた。世間の評判はたちまち高まり、三十数年の間で延べ3000人以上の門弟がいたといわれる。和泉岸和田藩の岡部候など多くの諸侯が北海の評判を知り、藩儒として招聘するがすべて固辞している。
淀橋横町の居宅には一本の老松があったためここを孤松館と称した。多くの文人墨客がここに集い、酒を飲みながら詩作に耽り、政治談義などをした。北海は酒を嗜まなかったが、これにつきあい倦むことがなかったという。若き日の尾藤二洲が服部南郭の詩について議論しようとしたが、北海はこれに応えず平然と煙草を吹かしていた。面倒な文学論などせず自由で気楽な雰囲気が伝わってくる逸話である。また横笛の名手でもあり、煎茶を嗜む風流人でもあった。
明和元年（1764年）、混沌詩社が創立され北海はその盟主に推されるが、たちまち大坂で最も盛んな詩社となった。
宇野明霞の同門で生涯にわたる親友に、相国寺 禅僧大典顕常がいる。
享年68。梅松院（大阪市天王寺区城南寺町）に眠る。
大正13年（1924年）、正五位を追贈された。

## 著作
北海は生涯、著作を著すことを好まず、生前刊行されたものはないが、没後に門人によってその詩編が編集され出版されている。
- 『北海文集』
- 『北海詩集』
- 『混沌社詩稿』